# Llangeler
Llangeler è un centro abitato del Galles, situato nella contea del Carmarthenshire.

## Geografia fisica
Il paese è immerso in una zona rurale, circondato da boschi e fattorie sparse.

## Origini del nome
Il nome di questo villaggio deriva da San Celer, un eremita e martire del VII secolo.

## Monumenti e luoghi d'interesse
- La chiesa del paese, dedicata al santo presenta anche un cimitero di forma circolare. Questa particolare forma indica l'antichità della costruzione.
- Ffynnon Celer è un pozzo sacro che secondo la leggende possiede capacità curative.